# Clubben Cyclistens træbane i Bernstorffsgade
Clubben Cyclistens træbane i Bernstorffsgade var en 350 meter lang træbane med hævede sving ved Tivoli, hvor Hovedbanegården ligger nu. Banen åbnede 22. maj 1893 og kostede 9000 kroner at bygge. Den havde både tribuner og en restaurant. Banen var kendt bl.a. for de årlige sprinterdyster på grundlovsdag med deltagelse af Thorvald Ellegaard. 
Banen brugtes også til atletik. Ordrupbanen og Clubben Cyclistens træbane i Bernstorffsgade var 1890'ernes to konkurrerende cykelbaner i hovedstadsområdet. 
Sommeren 1904 lukkede banen, og den var da forsømt og forfaldet.

## Ekstern henvisning
- http://www.din-bog.dk/Blandet/1898_udsigt_fra_Raadhustaarnet.jpg - fotografi fra 1898, hvor cykelbanen ses bag Tivoli

|  | Denne artikel om en bygning eller et bygningsværk kan blive bedre, hvis der indsættes et (bedre) billede. Du kan hjælpe ved at afsøge Wikimedia Commons for et passende billede eller lægge et op på Wikimedia Commons med en af de tilladte licenser og indsætte det i artiklen. |

55°40′22″N 12°33′52″Ø / 55.67278°N 12.56444°Ø